# Fairbank (Arizona)
 (janvier 2025).
Si vous disposez d'ouvrages ou d'articles de référence ou si vous connaissez des sites web de qualité traitant du thème abordé ici, merci de compléter l'article en donnant les références utiles à sa vérifiabilité et en les liant à la section « Notes et références ».
Pour les articles homonymes, voir Fairbank.

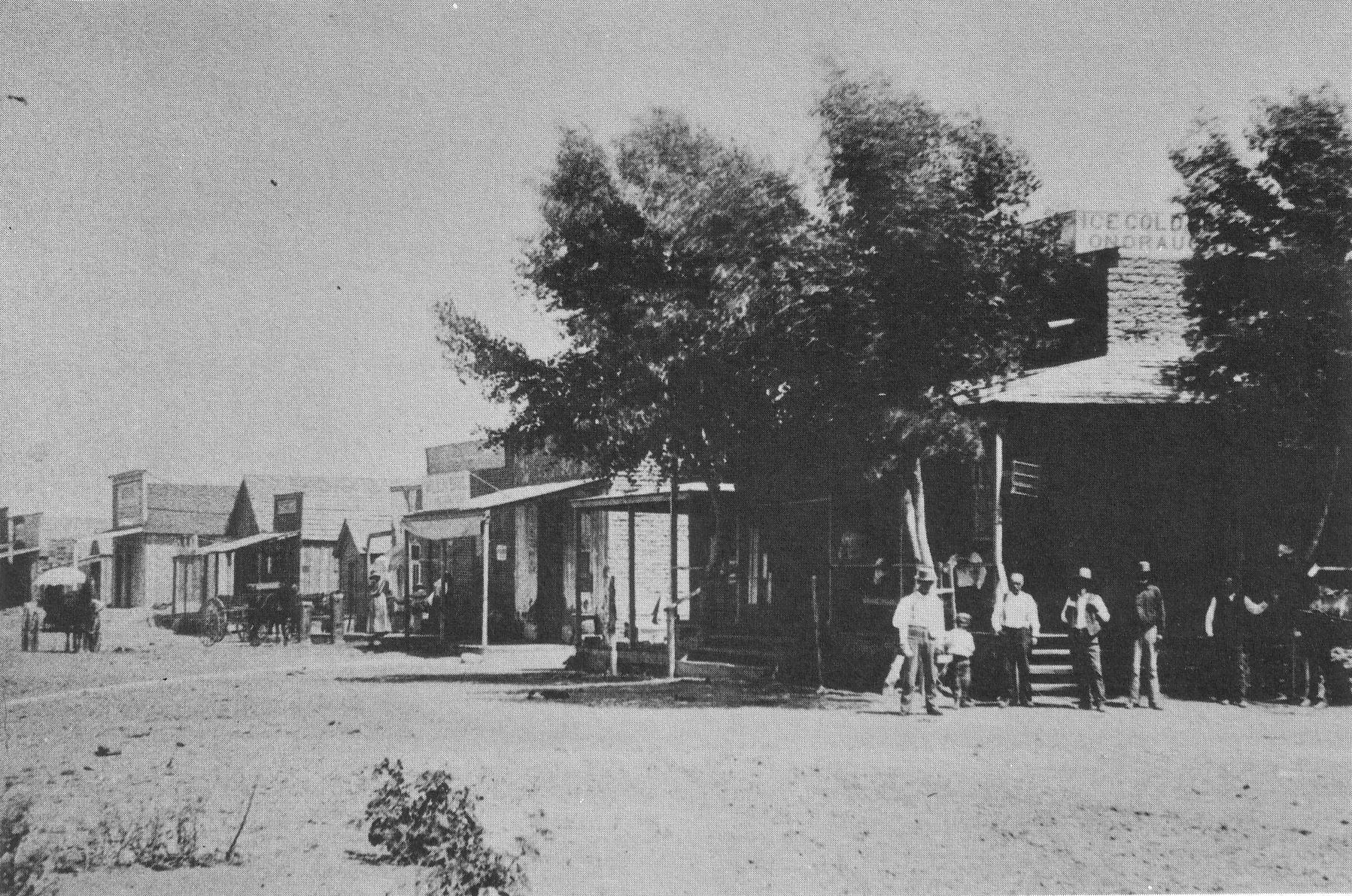
Fairbank en 1890

Fairbank est une ville fantôme dans le comté de Cochise dans la partie sud-est de l'État américain de l'Arizona.
Fondée en 1880, la ville fut nommée par l'investisseur et industriel Nathaniel Fairbank Kellogg, qui fournit les fonds nécessaires à l'ouverture des mines d'argent dans la ville voisine de Tombstone.
Durant son court apogée, la ville possédait un bureau de poste, des moulins, plusieurs lignes de chemin de fer, une école et un hôtel. En 1970, presque rien n'a subsisté. Toutes les routes excepté la rue principale furent perdues sous la croissance d'épaisses broussailles. Les derniers résidents furent expulsés lorsque les bâtiments furent déclarés dangereux.
Un effort pour préserver les restes de Fairbank n'a été que partiellement couronné de succès. Huit bâtiments restent  encore sur le site, mais plusieurs sont en très mauvais état. La plus grande structure restante, un hôtel, s'est effondré en 2004.
Les autres structures à Fairbank comprennent :
- Une petite école construite en pierre. Elle est l'une des constructions les mieux préservées à Fairbank, mais il y a des fissures dans plusieurs endroits.
- Deux maisons en bois à l'extrémité nord de la ville.
- Une construction en adobe, site de l'hôtel. Cette structure s'est effondrée récemment.
- Deux bâtiments joints à la partie nord de l'hôtel. Ils sont en danger immédiat d'effondrement.
- Une étable, avec ses vieilles clôtures, au sud de l'autoroute.
- Les ruines d'un moulin à vent, au sud de l'autoroute.
- Diverses ruines méconnaissables, dont deux maisons cachées dans les épaisses herbes, et une structure dans le sud de l'hôtel.